# Leningrad Udelivaet Ameriku (DVD)
Leningrad Udelivaet Ameriku DVD (en ruso: 'Ленинград Уделывает Америку') Primer DVD de la banda de ska punk ruso  Leningrad. Dirigido por Ilya Botnyuk con una duración de aproximadamente 1 hora y media.

## Descripción
Todo el material fue filmado durante una gira de conciertos de Leningrad por Estados Unidos en el año 2002, cuando el grupo visitó Baltimore, Boston, Chicago y Nueva York.
El concierto del Club Irving Plaza de Nueva York fue grabado en una película donde Leningrad realizaba sus mejores canciones en vivo: “Kogda net deneg”, “Dacha”, “WWW”, “Den rozhdeniya”, “Shou bisnes”, “Dikiy muzhchina”, “Pidarasi”, “Mne bi v nebo”, etc.
Tiene un total de 17 pistas en vivo y una especie de road-movie capturado durante la gira, que acompañó a los músicos durante casi 24 horas. E incluso los momentos más personales, el beber antes y después de los conciertos, conversaciones francas y sin cortes en el camerino, backstage y  Shnur con amigos y compañía americana.
Este DVD también incluye los distinguidos videos “WWW”, “Money”.

## Listado de temas
1. “Когда нет денег” - Kogda net deneg
2. “Группа крови” - Gruppa Krovi
3. “Дача” - Dacha
4. “Пидарасы” - Pidarasi
5. “Дикий мужчина” - Dikiy Muzhchina
6. “Бляди” - Blyadi
7. “Полные карманы” - Polnie Karmani
8. “WWW”
9. “Мне бы в небо” - Mne bi v nebo
10. “День рождения” - Den Rozhdeniya
11. “Терминатор” - Terminator
12. “Алкоголик и придурок” - Alkogolik y Pridurok
13. “Без тебя” - Bez Tebya
14. “Комон эврибади” - Komon evrybadi
15. “007”
16. “Все это рейв” - Bcyo eto reiv
17. “Шоу-бизнес” - Shou biznes